# КрАЗ-214
КрАЗ-214 — вантажний автомобіль підвищеної прохідності з колісною формулою 6×6. Призначений для перевезення вантажів і буксирування причепів масою до 50 тонн.

## Історія

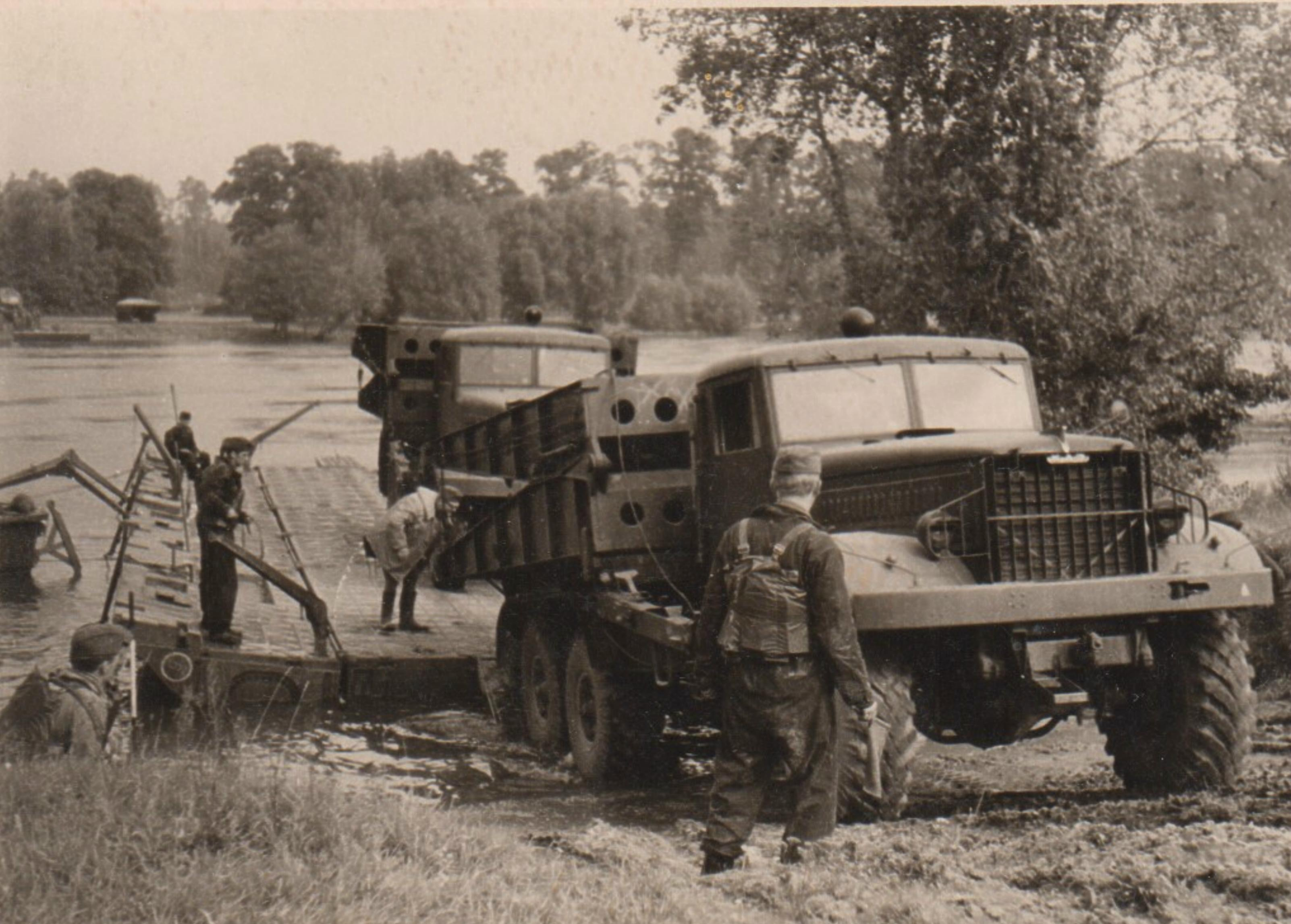
КрАЗ-214

Автомобіль був створений в 1951 році на Ярославському автомобільному заводі (ЯАЗ), де і виготовлявся з 1956 до 1959 року під назвою ЯАЗ-214. Потім виробництво було передано на Кременчуцький автомобільний завод (КрАЗ), де КрАЗ-214 виготовлявся аж до 1963 року, коли його змінив модернізований КрАЗ-214Б, який відрізнявся наявністю бортової мережі на 24 вольта і модернізованою підвіскою. Дана модифікація випускалася до 1967 року. На конвеєрі КрАЗу, її змінив КрАЗ-255Б. Основна кількість випущених автомобілів використовувалася в збройних силах, у нафтовиків і газовиків. Для інших цілей використовувався рідше. Крім того, використовувався як буксирувальник літаків у аеропортах.

## Технічні характеристики
КрАЗ-214 був обладнаний форсованим двотактним 6-циліндровим двигуном ЯАЗ-М206Б (6,97 л, 205 к.с.), сухим однодисковим зчепленням, 5-ступінчастою механічною коробкою передач і двоступеневою роздавальною коробкою,  переднім мостом, що відключається з подвійною головною передачею від ЗІЛ-164, важільними гідроамортизаторами, роздільним приводом середнього та заднього мостів, пневматичним підсилювачем рульового механізму, механічною лебідкою під металевою вантажною платформою, 3-х місною деревометалевою кабіною, електрообладнанням напругою 12 В і всіма однокамерними бездисковими колесами з 18-шаровими шинами розміром 15,00—20.

## Модифікації
- КрАЗ-214/ЯАЗ-214 — базовий вантажний автомобіль з колісною формулою 6×6, виготовлявся з 1956 по 1963 рр.
- КрАЗ-214Б — модернізована версія КрАЗ-214 з модернізованою підвіскою і наявністю бортової мережі на 24 вольта, виготовлявся з 1963 по 1967 рр.

## На озброєнні
- Україна
- СРСР
- Північна Корея

## Галерея

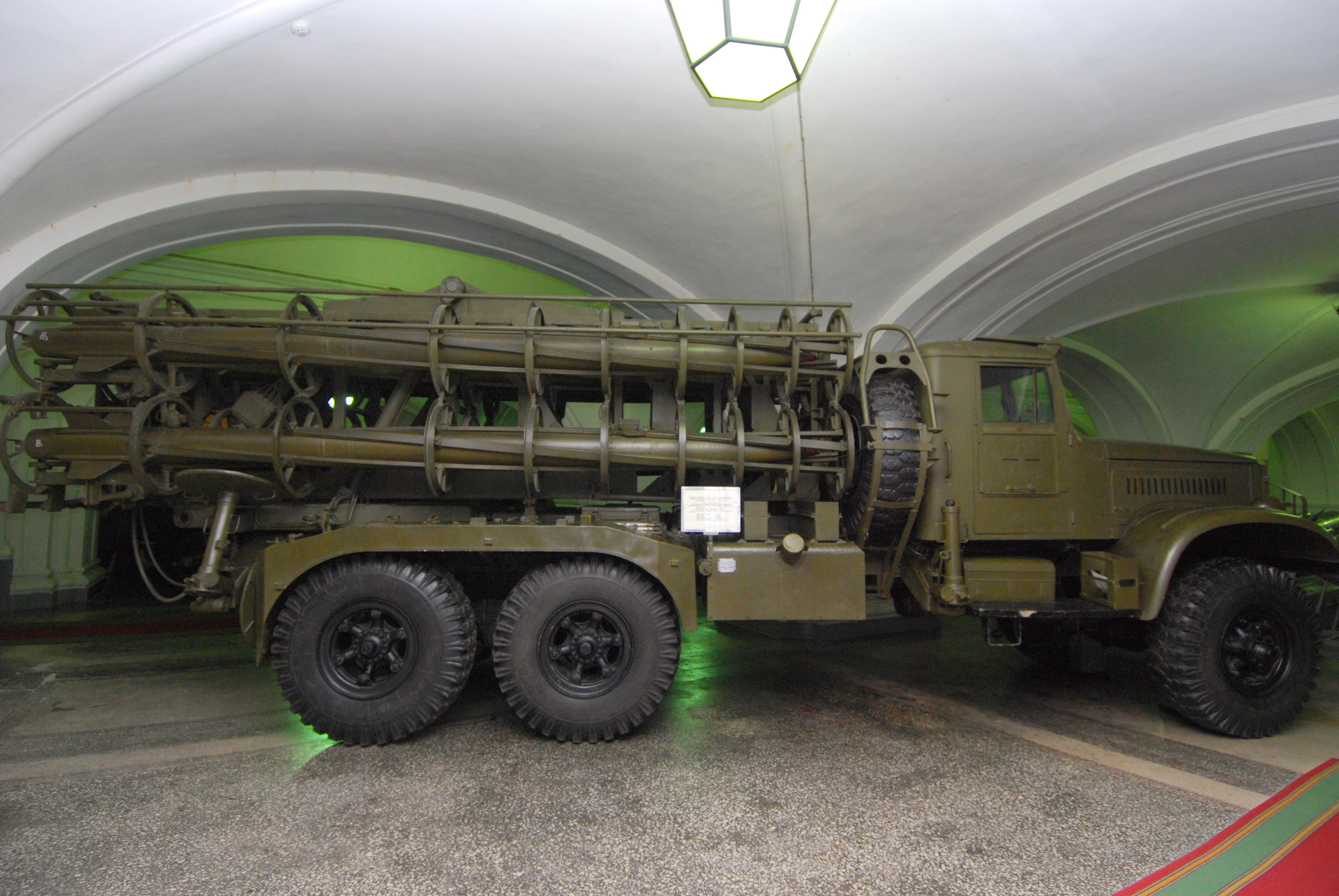
КрАЗ-214 з 2К5 «Коршун»
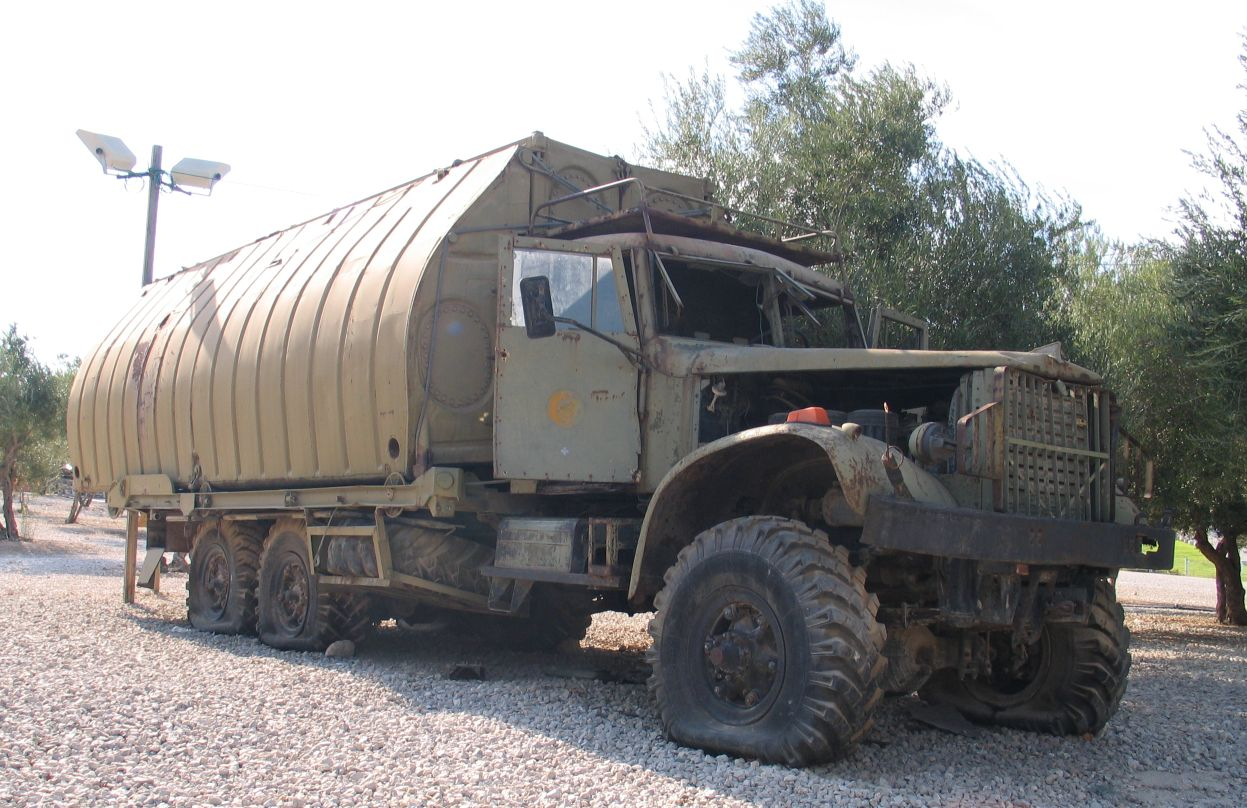
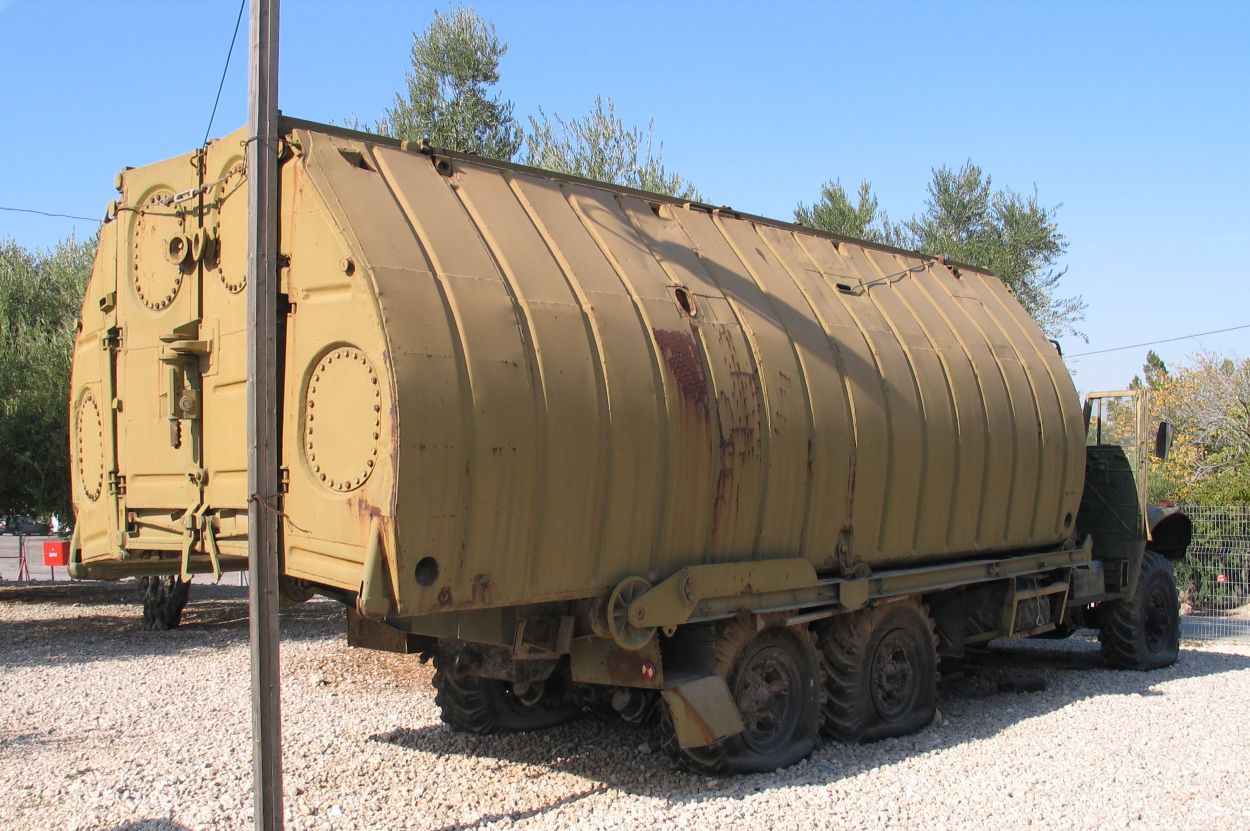
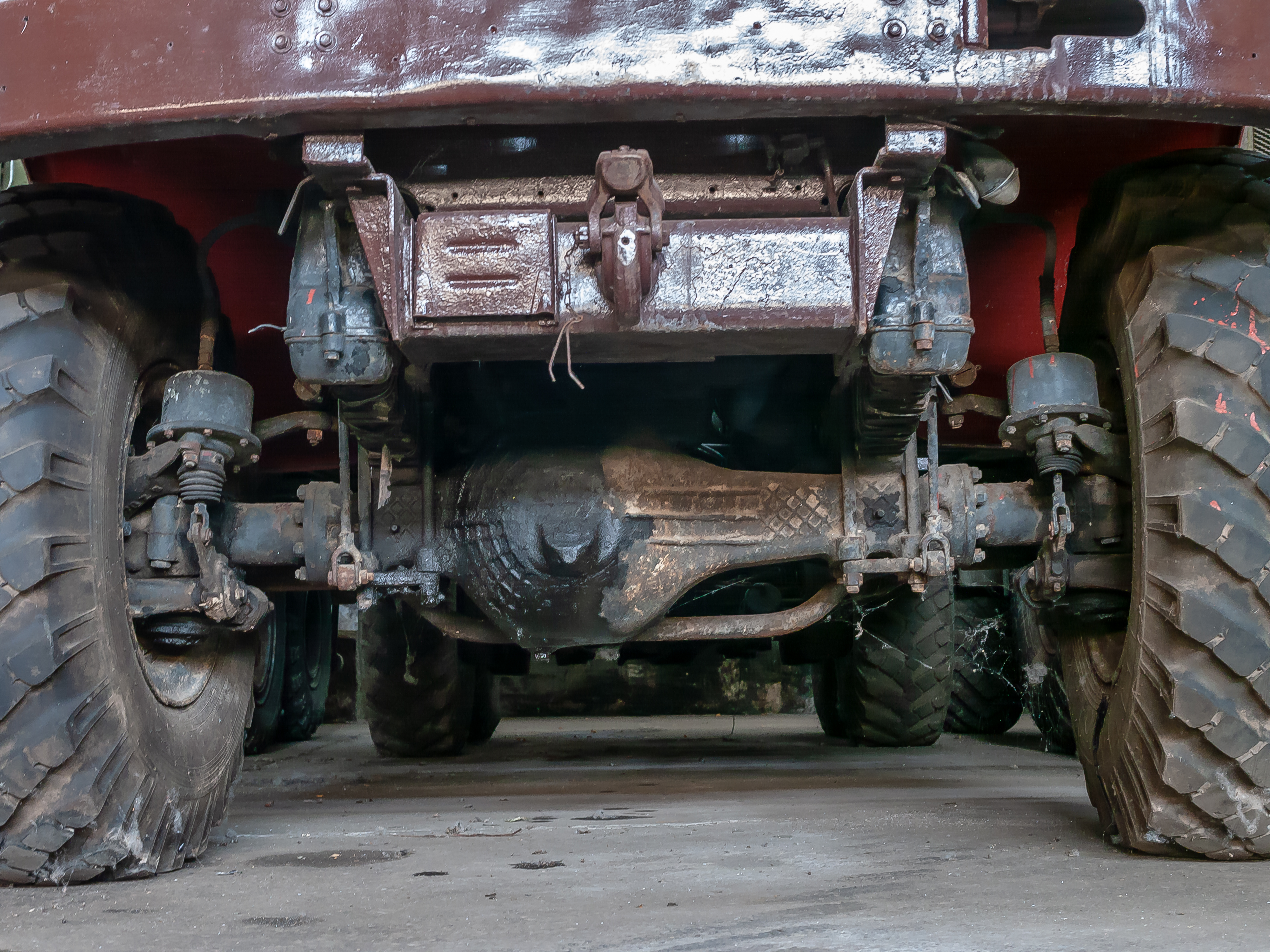